# Яго Хвічія
Яго Хвічія (груз. იაგო ხვიჩია; 19 травня 1982) — грузинський юрист і політик. З 23 червня 2018 року Голова Нового політичного центру – Гірчі.
У 2004 році Яго Хвічія отримав кваліфікацію юриста Тбіліського державного університету. Яго є засновником і юристом юридичної фірми Tbilisi Legal Consulting, був юристом Асоціації молодих економістів, проекту запровадження ліцензій та дозволів. Пізніше Яго Хвічя працював юристом в мерії Тбілісі, муніципальній службі освіти і культури. Він також був заступником начальника юридичного відділу Тбіліської реєстраційної служби Національного агентства публічного реєстру Міністерства юстиції Грузії, а потім керівником юридичного відділу в 2009-2013 роках.
У 2015 році приєднався до новоствореної політичної партії «Гірчі».
Голова «Гірчі» з 23 червня 2018 року. Депутат парламенту Грузії 10-го скликання з 2020 року.